# Pierre Mercier
Pierre Mercier (ur. 7 czerwca 1982 w Fond Cochon) – haitański piłkarz występujący na pozycji obrońcy.
W reprezentacji Haiti zadebiutował 29 stycznia 2008 w zremisowanym 0:0 towarzyskim meczu z Salwadorem. W drużynie narodowej rozegrał sześć spotkań, wszystkie w 2008 roku.